# Theridion urnigerum
Theridion urnigerum là một loài nhện trong họ Theridiidae.
Loài này thuộc chi Theridion. Theridion urnigerum được Tord Tamerlan Teodor Thorell miêu tả năm 1898.